# Liste des présidents des Palaos
Cet article liste les présidents de la république des Palaos depuis la création de ce poste après le référendum de 1981.

## Liste des titulaires
| N° | Portrait            | Titulaire (Naissance-mort)       | Élection  | Mandat           | Mandat                   | Mandat                    |
| N° | Portrait            | Titulaire (Naissance-mort)       | Élection  | Début            | Fin                      | Durée                     |
| -- | ------------------- | -------------------------------- | --------- | ---------------- | ------------------------ | ------------------------- |
| 1  | Haruo Remeliik      | Haruo Remeliik (1933-1985)       | 1980 1984 | 2 mars 1981      | 30 juin 1985 (assassiné) | 4 ans, 3 mois et 28 jours |
| —  | Thomas Remengesau   | Thomas Remengesau (1929-2019)    | intérim   | 30 juin 1985     | 2 juillet 1985           | 2 jours                   |
| 2  | Alfonso Oiterong    | Alfonso Oiterong (1924-1994)     | —         | 2 juillet 1985   | 25 octobre 1985          | 3 mois et 23 jours        |
| 3  | Lazarus Salii       | Lazarus Salii (1936-1988)        | 1985      | 25 octobre 1985  | 20 août 1988 (suicide)   | 2 ans, 9 mois et 26 jours |
| 4  | Thomas Remengesau   | Thomas Remengesau (1929-2019)    | —         | 20 août 1988     | 1er janvier 1989         | 4 mois et 12 jours        |
| 5  | Ngiratkel Etpison   | Ngiratkel Etpison (1925-1997)    | 1988      | 1er janvier 1989 | 1er janvier 1993         | 4 ans                     |
| 6  | Kuniwo Nakamura     | Kuniwo Nakamura (1943-2020)      | 1992 1996 | 1er janvier 1993 | 1er janvier 2001         | 8 ans                     |
| 7  | Tommy Remengesau    | Tommy Remengesau (né en 1956)    | 2000 2004 | 1er janvier 2001 | 15 janvier 2009          | 8 ans et 14 jours         |
| 8  | Johnson Toribiong   | Johnson Toribiong (né en 1946)   | 2008      | 15 janvier 2009  | 17 janvier 2013          | 4 ans et 2 jours          |
| 9  | Tommy Remengesau    | Tommy Remengesau (né en 1956)    | 2012 2016 | 17 janvier 2013  | 21 janvier 2021          | 8 ans et 4 jours          |
| 10 | Surangel Whipps Jr. | Surangel Whipps Jr. (né en 1968) | 2020 2024 | 21 janvier 2021  | en cours                 | 4 ans, 1 mois et 9 jours  |